# Bahnhofsvorplatz

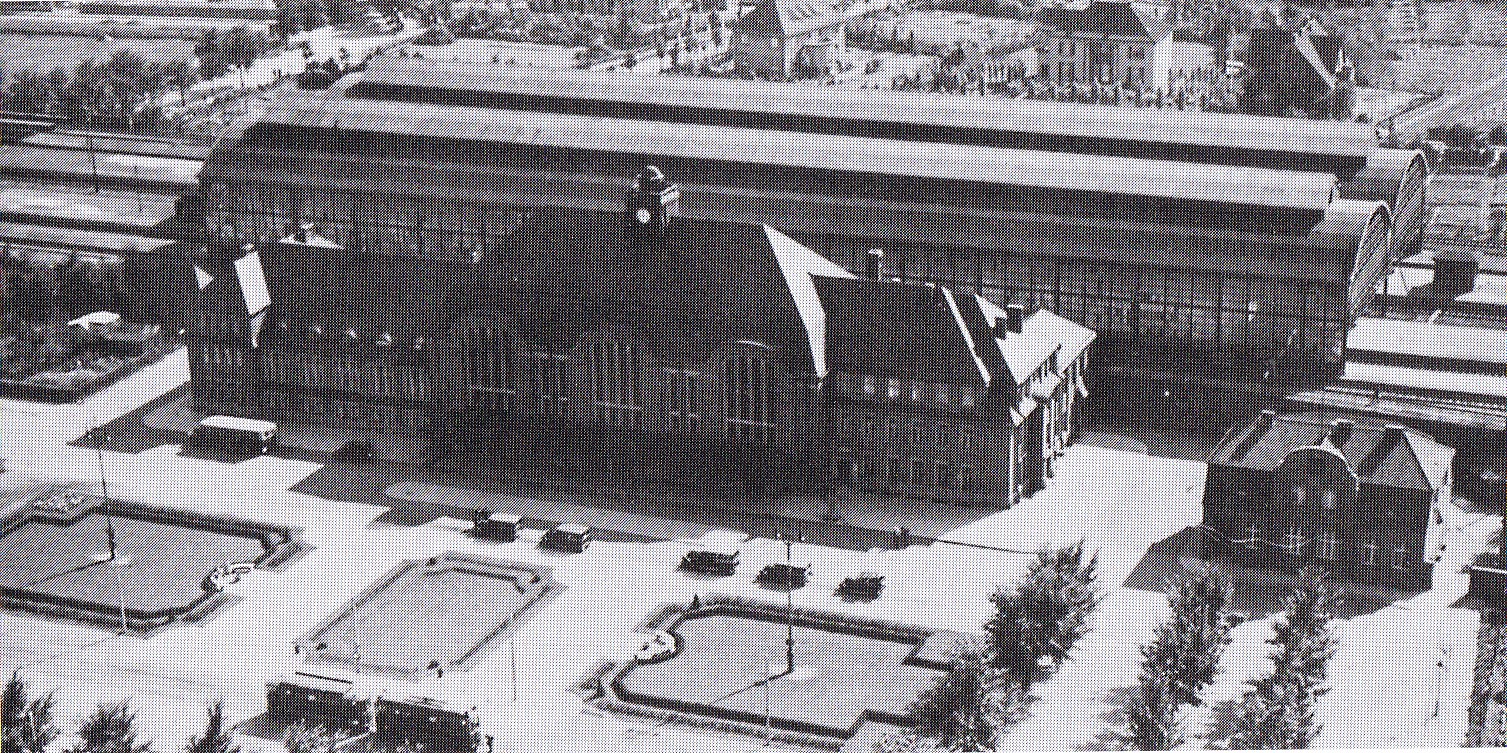
Bahnhof Geestemünde-Bremerhaven (1914)

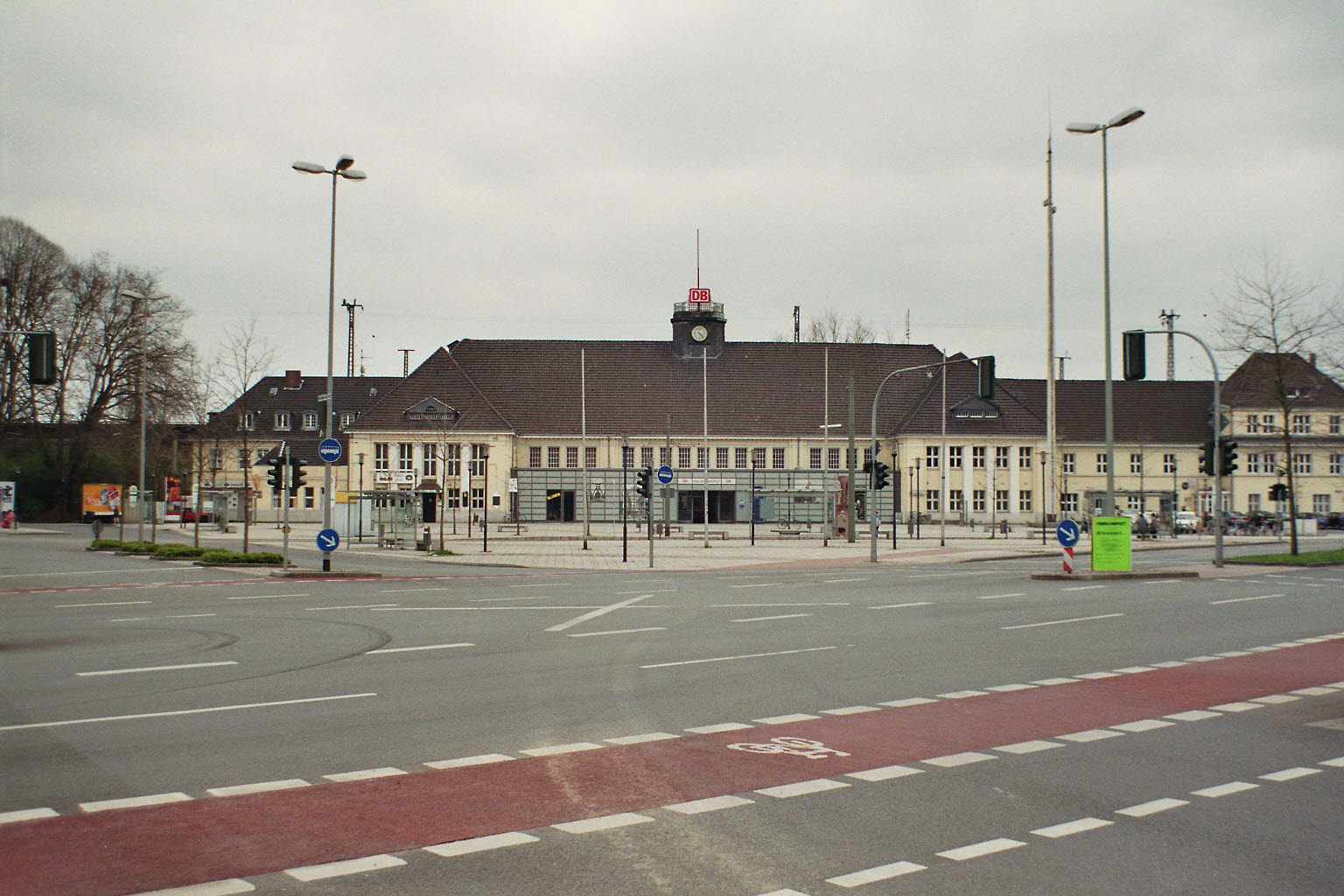
Wanne-Eickel Hauptbahnhof

Der Bahnhofsvorplatz kann neben seiner Vermittlungsfunktion zwischen Eisenbahn und Stadt als innerstädtischer Verkehrsknotenpunkt bzw. auch als Treffpunkt, Versammlungsort etc. verstanden werden. Allgemein gilt, dass der Zugreisende am Bahnhofsvorplatz einen ersten nachhaltigen Eindruck von einer Stadt erfährt. Der Bahnhofsvorplatz dient somit als ihre Visitenkarte. Er übernimmt die Funktion eines Tores, welches auch bei der Rückreise wieder passiert wird.
Neben den „klassischen“ städtebaulichen und räumlichen Funktionen zeichnet sich der Bahnhofsvorplatz durch den Umstand aus, dass Bewegung und Stillstand ein Pendant im städtebaulichen Ausdruck von Straße und Platz finden.

## Funktion

Bahnhofsvorplatz Barcelona-Sants

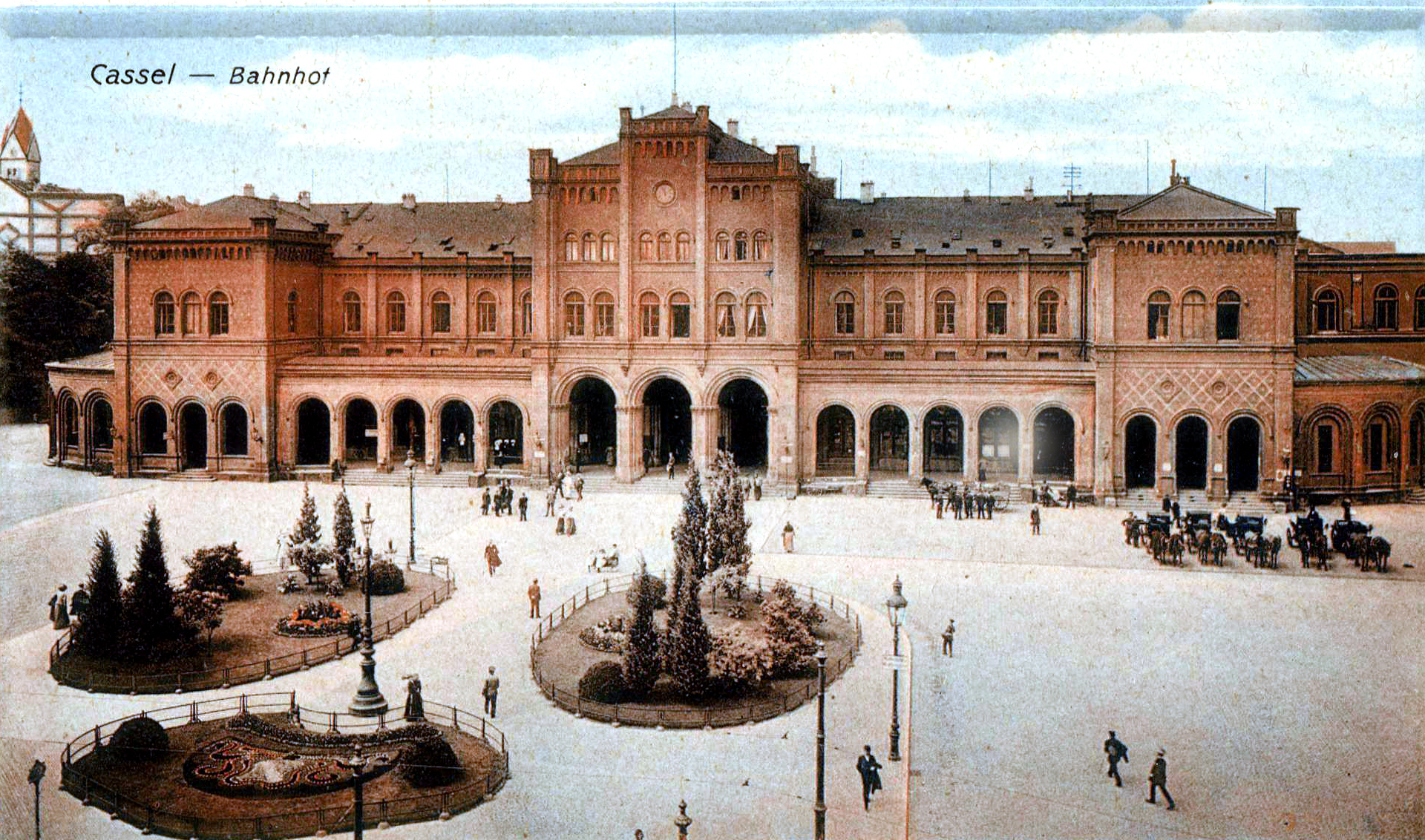
Historische Aufnahme von Cassel Hauptbahnhof

Plätze sind im Allgemeinen Träger verschiedener Funktionen und erfüllen unterschiedlichste Aufgaben. Als „besondere Plätze“ werden jene klassifiziert, die einer „Institution“ und ihren Gebäuden im Besonderen zugeordnet sind. Dies sind der Marktplatz, auch ein Börsenplatz, Domplatz, Rathausplatz, Theaterplatz, Universitätsplatz etc. stehen für diese Prämisse. Es erscheint jedoch nicht unbedingt zweckmäßig, solche Plätze in einen direkten (physischen) Vergleich mit dem Bahnhofsvorplatz zu stellen. Ein indirekter Vergleich, nämlich als Teil des städtischen Netzwerkes von Stadtplätzen, scheint hingegen zulässig.

## Dimensionierung
Der Bahnhofsvorplatz beansprucht im Allgemeinen wesentlich größere Flächen als andere städtische Plätze und wird häufig in einem hohen Ausmaß vom durchflutenden Verkehr gequert (d. h. gelegentlich verwandelt er sich in einen Verkehrsplatz). Dennoch gibt es Gemeinsamkeiten mit den genannten „besonderen Plätzen“. Der Bahnhofsvorplatz ist in gleicher Weise ein stadträumliches Element und als solches Teil einer räumlichen Sequenz von Überlegungs-, Orientierungs- und Entscheidungsmomenten, die auf den Sinngehalt des Platzes, hier eben auf den Bahnhof, ausgerichtet sind.
Nicht nur die Form des Bahnhofes ist von erheblichem Einfluss auf den Bahnhofsvorplatz: Auch topografischen Bedingungen kommt mitunter eine entscheidende Bedeutung zu. Insbesondere betreffend der Höhenschichtung des Geländes sind folgende Möglichkeiten zu unterscheiden:
- der Bahnsteig liegt auf einer höheren Ebene als der Vorplatz;
- der Bahnsteig und der Bahnhofsvorplatz liegen auf gleicher Ebene;
- der Bahnsteig ist tiefer gelegen als der Vorplatz.

## Siehe auch

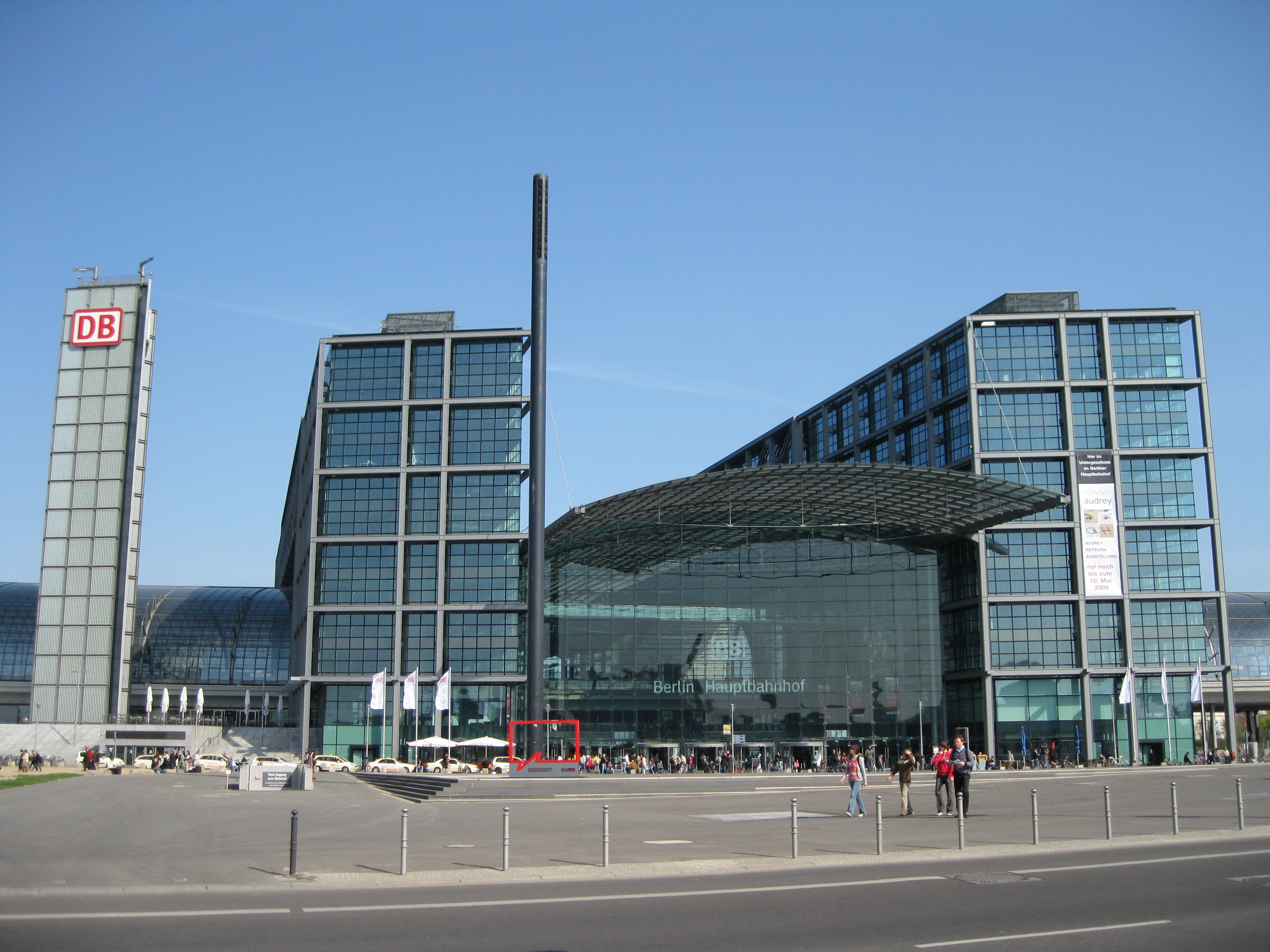
Südlicher Vorplatz des Berliner Hauptbahnhofs